# Sergi Guardiola
 (janvier 2019).
Si vous disposez d'ouvrages ou d'articles de référence ou si vous connaissez des sites web de qualité traitant du thème abordé ici, merci de compléter l'article en donnant les références utiles à sa vérifiabilité et en les liant à la section « Notes et références ».
Pour les articles homonymes, voir Guardiola et Navarro.
Sergi Guardiola Navarro, né le 29 mai 1991 à Manacor (Majorque, Espagne) est un footballeur espagnol qui joue au poste d'attaquant avec le Rayo Vallecano.

## Biographie
Sergi Guardiola se forme au sein du Lorca Deportiva. Il débute en équipe première au cours de la saison 2009-2010, lors d'un match de quatrième division.
Lors de l'été 2010, il rejoint l'équipe du Jumilla CF qui joue en Segunda División B.
En août 2012, il est recruté par l'Ontinyent CF, puis en janvier 2013 il rejoint l'équipe réserve du Getafe CF.
En juillet 2014, il signe avec le CD Eldense. Avec cette équipe, il inscrit 14 buts en troisième division lors de la saison 2014-2015.
En mai 2015, il rejoint l'AD Alcorcón qui joue en deuxième division. Peinant à s'imposer, il ne joue que quatre matchs en championnat avec cette équipe.
Le 28 décembre 2015, il signe un contrat d'une année avec le FC Barcelone B, mais le contrat est annulé lorsque sont révélés les messages insultants contre le Barça et la Catalogne qu'il avait postés sur le réseau social Twitter en 2013[réf. nécessaire].
Le 9 janvier 2016, il rejoint l'équipe réserve du Grenade CF.
En septembre 2016, il est prêté au club australien de l'Adelaide United, jusqu'en juin 2017, alors entraîné par Guillermo Amor. Au cours de son passage en A League, il joue 16 matchs en championnat, inscrivant un total de trois buts, ces buts étant inscrits lors de trois matchs consécutifs.
En janvier 2017, il est prêté au Real Murcie qui joue en Segunda División B. Lors de cette saison, il s'impose comme titulaire indiscutable avec 40 matchs et 22 buts inscrits en championnat. Il inscrit notamment un doublé lors de la réception du CD Leonesa en novembre 2017, puis un triplé lors de la venue du CF Reus Deportiu un mois plus tard.
En juillet 2017, il est recruté par le Córdoba CF qui joue en deuxième division.
En été 2018, il signe avec le Getafe CF, ce qui lui permet de débuter en première division.
En janvier 2019, il est transféré au Real Valladolid, toujours en Liga.